# HNLMS O 26
HNLMS O 26 (нід. Hr.Ms. O 26) — військовий корабель, підводний човен типу O 21 Королівського флоту Нідерландів та Крігсмаріне як UD-4 у роки Другої світової війни.
Підводний човен O 26 був закладений 20 квітня 1939 року на верфі компанії Rotterdamsche Droogdok Maatschappij у Роттердамі, як K XXVI. У процесі будівництва був перейменований на O 26. 23 листопада 1940 року він був спущений на воду, вже після окупації німцями Нідерландів, а 28 січня 1941 року увійшов до складу Крігсмаріне, як UD-4, під командуванням досвідченого підводника часів Першої світової війни корветтен-капітана Гельмута Брюммер-Паціга.

## Історія служби
10 травня 1940 року, на момент німецького вторгнення до Нідерландів, O 26 перебував на верфі суднобудівельної компанії в Роттердамі, де був захоплений у недобудованому стані.
Після завершення добудови, 28 січня 1941 року човен увійшов до складу Крігсмаріне як UD-4. З січня до квітня 1941 року UD-4 був навчальним човном у Кілі, у складі 1-ї флотилії. У травні його перевели до 3-ї флотилії, де також використовували як тренувальний човен до липня того ж року.
У серпні 1941 року UD-4 перевели в 5-ту флотилію також у Кілі, де він до грудня 1942 року продовжував кар'єру навчального човна для нових екіпажів ПЧ. У січні 1943 року UD-4 був переданий в Готенгафен, де служив у 24-ій та 27-ій флотиліях до січня 1945 року. З січня по березень 1945 року човен базувався в Гелі і була переведена до 18-ї флотилії, де також використовувався в навчально-тренувальних цілях.
19 березня 1945 року UD-4 був виведений з експлуатації, а 3 травня 1945 року човен був затоплений у Кілі.

## Командири
- Корветтен-капітан Гельмут Брюммер-Паціг (28 січня — 15 жовтня 1941)
- Корветтен-капітан Рудольф Зінгуле (16 жовтня 1941 — 29 квітня 1942)
- Капітан-лейтенант Гінріх-Оскар Бернбек (30 квітня — травень, червень — 8 грудня 1942)
- Корветтен-капітан Фрідріх Шефер (23 березня 1943 — 22 листопада 1944)
- Капітан-лейтенант Фріц Барт (23 листопада 1944 — 19 березня 1945)